# جوزف آدلبرشت
جوزف آدلبرشت (انگلیسی: Josef Adelbrecht; ۱۰ ژانویهٔ ۱۹۱۰ – ۱ اکتبر ۱۹۴۱) بازیکن فوتبال اهل اتریش بود. آدلبرشت فوتبال را با فرست ویینا در سال ۱۹۲۸ آغاز کرد و با او در سال ۱۹۳۱ جام میتروپا را به دست آورد. در سال ۱۹۳۴ او برای بازی حرفه‌ای به فرانسه نقل مکان کرد و پس از دو سال بازگشت، برای آستریا وین و راپید وین بازی کرد.
وی در تیم ملی فوتبال اتریش بازی کرده است که در پست مهاجم بازی می‌کرد. او اولین بازی خود را برای اتریش در ژوئن ۱۹۳۰ مقابل مجارستان انجام داد و در دو بازی بین‌المللی دیگر بازی کرد و یک گل به ثمر رساند.
آدلبرشت در مارس ۱۹۴۰ به ورماخت فراخوانده شد و در هنگ ۲۳۵ پیاده نظام خدمت کرد. او در حمله آلمان به روسیه در ایواشکوو، عملیات بارباروسا، ۱۰۰ کیلومتری شمال غرب مسکو کشته شد.